# Славошовце
Славошовце (словац. Slavošovce) — село в окрузі Рожнява Кошицького краю Словаччини, історична область Гемера. Площа села 4,38 км². Станом на 31 грудня 2016 року в селі проживало 1872 жителі.

## Історія
Перші згадки про село датуються 1318 роком.

## Населення
| Рік:            | 1994. | 2004.   | 2014.   | 2024.   |
| --------------- | ----- | ------- | ------- | ------- |
| Кількість осіб: | 1841  | 1837    | 1931    | 1804    |
| Різниця:        |       | -0,21 % | +5,11 % | -6,57 % |

| Рік:            | 2023. | 2024.   |
| --------------- | ----- | ------- |
| Кількість осіб: | 1811  | 1804    |
| Різниця:        |       | -0,38 % |